# Gilles Caouette
Pour l’article homonyme, voir Caouette.
Gilles Caouette (16 février 1940-13 août 2009 à l'âge de 69 ans) est un administrateur, dessinateur, directeur de recherche et homme politique fédéral du Québec.

## Biographie
Né à Rouyn dans la région de l'Abitibi-Témiscamingue, il tenta de devenir député du Parti Crédit social du Canada dans la circonscription fédérale de Laurier en 1963 et lors de l'élection partielle de 1964, mais il fut défait respectivement par les libéraux Lionel Chevrier et Fernand-E. Leblanc. À nouveau défait en 1965 dans Labelle par le libéral Gaston Clermont, il fut élu dans Charlevoix en 1972. Défait en 1974 par le libéral Charles Lapointe, il fut une fois de plus défait lors de l'élection partielle dans Hochelaga en 1975 par le progressiste-conservateur Jacques Lavoie. Élu dans Témiscamingue lors de l'élection partielle déclenchée en 1977 après le décès de son père Réal Caouette, il fut défait en 1979 par le libéral Henri Tousignant.
Lors du décès de son père, Réal Caouette, André-Gilles Fortin succéda à titre de chef du Crédit social. Lorsque ce dernier mourut dans un accident d'automobile en 1977, Caouette devint chef par intérim du parti. Candidat au poste de chef, il retira sa candidature après que l'exécutif du parti ait décidé de tenir la convention à Winnipeg au Manitoba. Il sera remplacé par Charles-Arthur Gauthier.